# Sofer

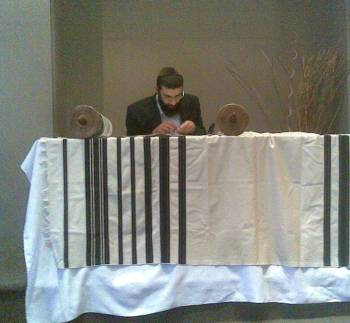
En sofer som avslutar de sista bokstäverna i en torahrulle.

En sofer är en judisk skrivare. I traditionell bemärkelse har en sofer alltid haft stort anseende inom judisk tradition eftersom han är skrivkunnig och skriftlärd med stor insikt om hur man genom skriftens hjälp skapar och bevarar de heliga texterna. Särskilt behjälplig är en sofer vid bland annat reparation av torahrullar där texten skadats. En sofer skriver också texter till religiösa föremål som exempelvis mezuzan.